# Mercedes-Benz M 102
| Mercedes-Benz        | Mercedes-Benz |
| -------------------- | --- |
|                      | |
| M 102                | |
| Hersteller:          | Mercedes-Benz |
| Produktionszeitraum: | 1980–1996 |
| Bauform:             | Reihenvierzylinder |
| Motoren:             | 1,8 Liter (1797 cm³) 2,0 Liter (1996 cm³) 2,0 Liter (1997 cm³) 2,3 Liter (2298 cm³) 2,3 Liter (2299 cm³) 2,5 Liter (2463 cm³) 2,5 Liter (2498 cm³) |
| Vorgängermodell:     | M 115 |
| Nachfolgemodell:     | M 111 |

Der Mercedes-Benz M 102 ist ein Reihenmotor mit vier Zylindern. Der Ottomotor wurde von 1980 bis 1996 in verschiedenen Pkw, den Mercedes-Benz-Transportern T 1 und T 2 sowie den Geländewagen von Mercedes-Benz verwendet.

## Einführung

### Zweiventiler
Erstmals eingesetzt wurde der Motor 1980 in den Modellen 200 und 230 E der Serie W 123, wo er den M 115 ablöste. Die Gemischbildung geschieht entweder mittels Vergaser oder (beim 230 E) durch eine Bosch K-Jetronic-Saugrohreinspritzung.
Da man bei Daimler-Benz Ende der 1960er-Jahre große Hoffnungen in den Wankelmotor gesetzt hatte, verpasste man den Anschluss an die Entwicklung moderner Ottomotoren. Der 1976 vorgestellte W 123 übernahm zunächst die zu weiten Teilen veralteten Motoren des Vorgängermodells. Lediglich der Sechszylinder-Vergasermotor M 123 kam neu hinzu, doch er ging auf den M 180 von 1951 zurück und war damit eine offensichtliche Übergangslösung. Erst 1980 führte Mercedes-Benz mit dem M 102 auch beim Vierzylinder (lange nach dem Sechszylinder M 110 von 1972) ein modernes Aggregat mit Querstromzylinderkopf ein, das einen geringeren Kraftstoffverbrauch mit einem besseren Drehmomentverlauf kombinierte.
Der Motor ist gegenüber dem Vorgänger M 115 leichter und leistungsstärker. Der Grauguss-Motorblock hat über die Kurbelwellenmitte heruntergezogene Wände und ist etwa 10 kg leichter als der des M 115, was durch dünnere Wände mit mehr Versteifungsrippen erreicht wird. Der Leichtmetall-Zylinderkopf hat zwei V-förmig hängende Ventile je Zylinder, die von einer zentral liegenden Nockenwelle über Kipphebel betätigt werden.
Beim Modellwechsel zur Baureihe 124 wurde der Ventiltrieb mit hydraulischem Ventilspielausgleich modernisiert. Die anfällige einfache Steuerkette wurde durch eine Duplexkette ersetzt. Statt der bisherigen Keilriemen wurden die Nebenaggregate durch einen einzelnen Keilrippenriemen mit automatischer Spannvorrichtung angetrieben.
1993 wurde der M 102 durch den M 111 ersetzt. Ein maßgeblicher Grund war, dass der M 102 nicht auf den gleichen Einrichtungen wie die Dieselmotoren gefertigt werden konnte. Bei Nachfrageverschiebungen zwischen Benzin- und Dieselmotoren ergaben sich so unnötige Probleme.

### Vierventiler

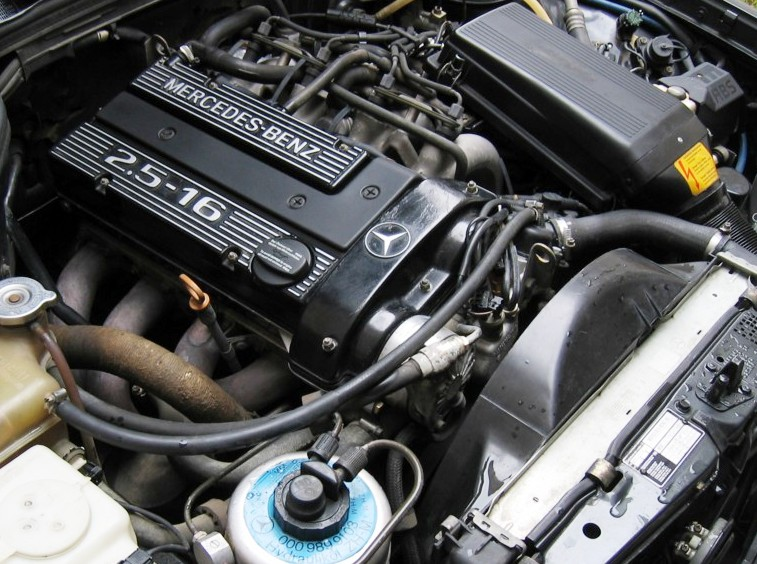
M-102-E-25/2-Motor

Auf der Internationalen Automobilausstellung im Jahr 1983 stellte Mercedes-Benz den 190 E 2.3-16 als sportliche Variante des 190er vor. Von außen durch Front- und Heckspoiler, Breitreifen und Tieferlegung als kompakter Sportwagen erkennbar, wies das neue Modell der Baureihe vor allem unter der Motorhaube neue Technik auf. Der M 102/2 basierte auf dem aus dem 230 E bekannten Vierzylinder. Dieser erhielt einen komplett durch die Firma Cosworth neukonstruierten Zylinderkopf mit vier Ventilen pro Zylinder. Um den Motor für die höheren Drehzahlen standfest zu machen, wurden geschmiedete Kolben, eine speziell gehärtete Kurbelwelle, Nockenwellen aus Schalenhartguss und gehärtete Tassenstößel verwendet. Da die einfache Steuerkette bereits im 230 E zu schwach dimensioniert war und die hydraulischen Kettenspanner sowie die Nockenwellenräder als anfällig gelten, wird ein Austausch spätestens nach 100.000 Kilometern empfohlen. Dagegen sind eingelaufene Nockenwellen, wie sie bei den Zweiventilern auftreten können, bei diesen Motoren nicht bekannt. Mit Einführung des 190 E 2.5-16 wurde eine standfestere Duplex-Steuerkette verwendet. Der 190 E 2.5-16 Evolution wurde 1989 in limitierter Auflage (502 Stück) produziert und diente als Homologationsmodell für die DTM. 1990 folgte der 190 E 2.5-16 Evolution II, von dem ebenfalls nur 502 Exemplare hergestellt wurden. Technisch wurde der M-102-E-25/2-Motor weiter modifiziert, um den Anforderungen im Rennsport gerecht zu werden. Um höhere Drehzahlen zu erreichen und weitere Leistungssteigerungen zu ermöglichen, wurde der Motor insgesamt kurzhubiger ausgelegt.

## Daten

### Vergaser-Motoren, Zweiventiltechnik
| Verkaufsbezeichnung                              | Motortyp   | Baumuster                   | Hubraum          | Hub × Bohrung   | Leistung bei (1/min)    | Drehmoment bei (1/min) | Gemischaufbereitung                       | Bauzeit                                       |
| ------------------------------------------------ | ---------- | --------------------------- | ---------------- | --------------- | ----------------------- | ---------------------- | ----------------------------------------- | --------------------------------------------- |
| 190 (W 201)                                      | M 102 V 20 | 102.921                     | 2,0 L (1997 cm³) | 80,25 × 89 mm   | 66 kW (90 PS) bei 5000  | 165 Nm bei 2500        | Flachstromvergaser Stromberg 175 CDT      | 1982–1984                                     |
| 190 (W 201)                                      | M 102 V 20 | 102.938 (niedrigverdichtet) | 2,0 L (1997 cm³) | 80,25 × 89 mm   | 63 kW (86 PS) bei ?     | ?                      | Flachstromvergaser Stromberg 175 CDT      | 1982–1984                                     |
| 190 (W 201)                                      | M 102 V 20 | 102.924                     | 2,0 L (1997 cm³) | 80,25 × 89 mm   | 77 kW (105 PS) bei 5200 | 170 Nm bei 2500        | Flachstromvergaser Stromberg 175 CDT      | 1984–1986                                     |
| 190 (W 201)                                      | M 102 V 20 | 102.924                     | 2,0 L (1997 cm³) | 80,25 × 89 mm   | 80 kW (109 PS) bei 5500 | 165 Nm bei 3000        | Fallstrom-Registervergaser Pierburg 2 E-E | 1986–1988                                     |
| 190 (W 201)                                      | M 102 V 20 | 102.924                     | 2,0 L (1997 cm³) | 80,25 × 89 mm   | 77 kW (105 PS) bei 5500 | 160 Nm bei 3000        | Fallstrom-Registervergaser Pierburg 2 E-E | 1986–1988 (mit geregeltem 3-Wege-Katalysator) |
| 190 (W 201)                                      | M 102 V 20 | 102.924                     | 2,0 L (1996 cm³) | 80,2 × 89 mm    | 77 kW (105 PS) bei 5500 | 165 Nm bei 3000        | Fallstrom-Registervergaser Pierburg 2 E-E | 1988–1989 (RÜF-Version)                       |
| 190 (W 201)                                      | M 102 V 20 | 102.924                     | 2,0 L (1996 cm³) | 80,2 × 89 mm    | 75 kW (102 PS) bei 5500 | 160 Nm bei 3000        | Fallstrom-Registervergaser Pierburg 2 E-E | 1988–1989 (mit geregeltem 3-Wege-Katalysator) |
| 190 (W 201)                                      | M 102 V 20 | 102.924                     | 2,0 L (1996 cm³) | 80,2 × 89 mm    | 75 kW (102 PS) bei 5700 | 158 Nm bei 3500        | Fallstrom-Registervergaser Pierburg 2 E-E | 1989–1991 (mit geregeltem 3-Wege-Katalysator) |
| 200 (W 123, S 123)                               | M 102 V 20 | 102.920                     | 2,0 L (1997 cm³) | 80,25 × 89 mm   | 80 kW (109 PS) bei 5200 | 170 Nm bei 3000        | Flachstromvergaser Stromberg 175 CDT      | 1980–1986                                     |
| 200 (W 123, S 123)                               | M 102 V 20 | 102.939 (niedrigverdichtet) | 2,0 L (1997 cm³) | 80,25 × 89 mm   | 74 kW (101 PS) bei ?    | ?                      | Flachstromvergaser Stromberg 175 CDT      | 1980–1985                                     |
| 200 (W 124, S 124)                               | M 102 V 20 | 102.922                     | 2,0 L (1997 cm³) | 80,25 × 89 mm   | 80 kW (109 PS) bei 5200 | 170 Nm bei 3000        | Flachstromvergaser Stromberg 175 CDT      | 1985–1986                                     |
| 200 (W 124, S 124)                               | M 102 V 20 | 102.922                     | 2,0 L (1997 cm³) | 80,25 × 89 mm   | 80 kW (109 PS) bei 5500 | 165 Nm bei 3000        | Fallstrom-Registervergaser Pierburg 2 E-E | 1986–1989                                     |
| 200 (W 124, S 124)                               | M 102 V 20 | 102.922                     | 2,0 L (1997 cm³) | 80,25 × 89 mm   | 77 kW (105 PS) bei 5500 | 160 Nm bei 3000        | Fallstrom-Registervergaser Pierburg 2 E-E | 1986–1990 (mit geregeltem~3-Wege-Katalysator) |
| 200 (W 124, S 124)                               | M 102 V 20 | 102.922                     | 2,0 L (1996 cm³) | 80,2 × 89 mm    | 77 kW (105 PS) bei 5500 | 158 Nm bei 3500        | Fallstrom-Registervergaser Pierburg 2 E-E | 1989–1990 (mit geregeltem 3-Wege-Katalysator) |
| 230 G (W 461)                                    | M 102 V 23 | 102.944                     | 2,3 L (2299 cm³) | 80,25 × 95,5 mm | 80 kW (109 PS) bei 5300 | 174 Nm bei 2000        | Flachstromvergaser Stromberg 175 CDTU     | 1986–1989                                     |
| 210 (601) 310 (602), 410 (611), (T 1), 510 (T 2) | M 102 V 23 | 102.942/945                 | 2,3 L (2299 cm³) | 80,25 × 95,5 mm | 70 kW (95 PS) bei 5200  | 170 Nm bei 2500        | Fallstromvergaser Pierburg 1B1 (1B2)      | 1982–1989                                     |
| 210 (601) 310 (602), 410 (611), (T 1), 510 (T 2) | M 102 V 23 | 102.946                     | 2,3 L (2299 cm³) | 80,25 × 95,5 mm | 77 kW (105 PS) bei 5100 | 182 Nm bei 2000–2500   | Fallstromvergaser Pierburg                | 1989–1995                                     |

### Einspritzer-Motoren, Zweiventiltechnik
| Verkaufsbezeichnung                  | Motortyp   | Baumuster | Hubraum          | Hub × Bohrung   | Leistung bei (1/min)     | Drehmoment bei (1/min) | Gemischaufbereitung                                                        | Bauzeit                                                                                        |
| ------------------------------------ | ---------- | --------- | ---------------- | --------------- | ------------------------ | ---------------------- | -------------------------------------------------------------------------- | ---------------------------------------------------------------------------------------------- |
| 190 E 1.8 (W 201)                    | M 102 E 18 | 102.910   | 1,8 L (1797 cm³) | 72,2 × 89 mm    | 80 kW (109 PS) bei 5500  | 150 Nm bei 3700        | Saugrohreinspritzung, mechanisch-elektronisch geregelt (Bosch KE-Jetronic) | 1990–1993                                                                                      |
| 190 E (W 201)                        | M 102 E 20 | 102.962   | 2,0 L (1997 cm³) | 80,25 × 89 mm   | 90 kW (122 PS) bei 5100  | 178 Nm bei 3500        | Saugrohreinspritzung, mechanisch-elektronisch geregelt (Bosch KE-Jetronic) | 1982–1986                                                                                      |
| 190 E (W 201)                        | M 102 E 20 | 102.962   | 2,0 L (1997 cm³) | 80,25 × 89 mm   | 87 kW (118 PS) bei 5100  | 172 Nm bei 3500        | Saugrohreinspritzung, mechanisch-elektronisch geregelt (Bosch KE-Jetronic) | 1985–1988 (mit geregeltem 3-Wege-Katalysator)                                                  |
| 190 E (W 201)                        | M 102 E 20 | 102.962   | 2,0 L (1996 cm³) | 80,2 × 89 mm    | 90 kW (122 PS) bei 5100  | 178 Nm bei 3500        | Saugrohreinspritzung, mechanisch-elektronisch geregelt (Bosch KE-Jetronic) | 1988–1991 (RÜF-Version)                                                                        |
| 190 E (W 201)                        | M 102 E 20 | 102.962   | 2,0 L (1996 cm³) | 80,2 × 89 mm    | 87 kW (118 PS) bei 5100  | 172 Nm bei 3500        | Saugrohreinspritzung, mechanisch-elektronisch geregelt (Bosch KE-Jetronic) | 1988–1991 (mit geregeltem 3-Wege-Katalysator)                                                  |
| 190 E 2.0 (W 201)                    | M 102 E 20 | 102.962   | 2,0 L (1996 cm³) | 80,2 × 89 mm    | 90 kW (122 PS) bei 5300  | 175 Nm bei 3500        | Saugrohreinspritzung, mechanisch-elektronisch geregelt (Bosch KE-Jetronic) | 1991–1993 (mit geregeltem 3-Wege-Katalysator)                                                  |
| 200 E (W 124, W 124 T)               | M 102 E 20 | 102.963   | 2,0 L (1997 cm³) | 80,25 × 89 mm   | 90 kW (122 PS) bei 5100  | 178 Nm bei 3500        | Saugrohreinspritzung, mechanisch-elektronisch geregelt (Bosch KE-Jetronic) | 1985–1989                                                                                      |
| 200 E (W 124, W 124 T)               | M 102 E 20 | 102.963   | 2,0 L (1997 cm³) | 80,25 × 89 mm   | 87 kW (118 PS) bei 5200  | 172 Nm bei 3500        | Saugrohreinspritzung, mechanisch-elektronisch geregelt (Bosch KE-Jetronic) | 1985–1989 (mit geregeltem 3-Wege-Katalysator)                                                  |
| 200 E (W 124, W 124 T)               | M 102 E 20 | 102.963   | 2,0 L (1996 cm³) | 80,2 × 89 mm    | 87 kW (118 PS) bei 5200  | 172 Nm bei 3500        | Saugrohreinspritzung, mechanisch-elektronisch geregelt (Bosch KE-Jetronic) | 1989–1992 (RÜF-Version)                                                                        |
| 200 GE (W 460)                       | M 102 E 20 | 102.964   | 2,0 L (1997 cm³) | 80,25 × 89 mm   | 90 kW (122 PS) bei 5200  | 178 Nm bei 3500        | Saugrohreinspritzung, mechanisch-elektronisch geregelt (Bosch KE-Jetronic) | 1986–1991 (Exportmodell nur für Italien)                                                       |
| 200 GE (W 460)                       | M 102 E 20 | 102.964   | 2,0 L (1997 cm³) | 80,25 × 89 mm   | 87 kW (118 PS) bei 5200  | 172 Nm bei 3500        | Saugrohreinspritzung, mechanisch-elektronisch geregelt (Bosch KE-Jetronic) | 1986–1991 (mit geregeltem 3-Wege-Katalysator, Exportmodell nur für Italien)                    |
| 200 GE, G 200 (W 463)                | M 102 E 20 | 102.965   | 2,0 L (1996 cm³) | 80,2 × 89 mm    | 87 kW (118 PS) bei 5200  | 172 Nm bei 3500        | Saugrohreinspritzung, mechanisch-elektronisch geregelt (Bosch KE-Jetronic) | 1990–1994 (mit geregeltem 3-Wege-Katalysator, Exportmodell nur für Italien)                    |
| 190 E 2.3 (W 201)                    | M 102 E 23 | 102.961   | 2,3 L (2299 cm³) | 80,25 × 95,5 mm | 83 kW (113 PS) bei 5000  | 180 Nm bei 3500        | Saugrohreinspritzung, mechanisch-elektronisch geregelt (Bosch KE-Jetronic) | 1983–1984 (mit geregeltem 3-Wege-Katalysator, Exportmodell nur Nordamerika, Verdichtung 8,0:1) |
| 190 E 2.3 (W 201)                    | M 102 E 23 | 102.985   | 2,3 L (2298 cm³) | 80,2 × 95,5 mm  | 87 kW (122 PS) bei 5000  | 184 Nm bei 3500        | Saugrohreinspritzung, mechanisch-elektronisch geregelt (Bosch KE-Jetronic) | 1985–1986 (mit geregeltem 3-Wege-Katalysator, Exportmodell nur Nordamerika)                    |
| 190 E 2.3 (W 201)                    | M 102 E 23 | 102.985   | 2,3 L (2298 cm³) | 80,2 × 95,5 mm  | 100 kW (136 PS) bei 5100 | 205 Nm bei 3500        | Saugrohreinspritzung, mechanisch-elektronisch geregelt (Bosch KE-Jetronic) | 1986–1991 (RÜF-Version)                                                                        |
| 190 E 2.3 (W 201)                    | M 102 E 23 | 102.985   | 2,3 L (2298 cm³) | 80,2 × 95,5 mm  | 97 kW (132 PS) bei 5100  | 198 Nm bei 3500        | Saugrohreinspritzung, mechanisch-elektronisch geregelt (Bosch KE-Jetronic) | 1986–1991 (mit geregeltem 3-Wege-Katalysator, Nordamerika bis 1993)                            |
| 190 E 2.3 (W 201)                    | M 102 E 23 | 102.985   | 2,3 L (2298 cm³) | 80,2 × 95,5 mm  | 100 kW (136 PS) bei 5200 | 200 Nm bei 3500        | Saugrohreinspritzung, mechanisch-elektronisch geregelt (Bosch KE-Jetronic) | 1991–1993 (mit geregeltem 3-Wege-Katalysator)                                                  |
| 230 E (W 123, W 123T, VF 123, C 123) | M 102 E 23 | 102.980   | 2,3 L (2299 cm³) | 80,25 × 95,5 mm | 100 kW (136 PS) bei 5100 | 205 Nm bei 3500        | Saugrohreinspritzung, mechanisch geregelt (Bosch K-Jetronic)               | 1980–1986                                                                                      |
| 230 E (W 124, W 124T, VF 124, C 124) | M 102 E 23 | 102.982   | 2,3 L (2299 cm³) | 80,25 × 95,5 mm | 97 kW (132 PS) bei 5100  | 198 Nm bei 3500        | Saugrohreinspritzung, mechanisch-elektronisch geregelt (Bosch KE-Jetronic) | 1985–1989 (mit geregeltem 3-Wege-Katalysator)                                                  |
| 230 E (W 124, W 124T, VF 124, C 124) | M 102 E 23 | 102.982   | 2,3 L (2298 cm³) | 80,2 × 95,5 mm  | 97 kW (132 PS) bei 5100  | 198 Nm bei 3500        | Saugrohreinspritzung, mechanisch-elektronisch geregelt (Bosch KE-Jetronic) | 1989–1992 (mit geregeltem 3-Wege-Katalysator)                                                  |
| 230 GE (W 460)                       | M 102 E 23 | 102.981   | 2,3 L (2299 cm³) | 80,25 × 95,5 mm | 92 kW (125 PS) bei 5000  | 192 Nm bei 4000        | Saugrohreinspritzung, mechanisch geregelt (Bosch K-Jetronic)               | 1982–1985                                                                                      |
| 230 GE (W 460)                       | M 102 E 23 | 102.987   | 2,3 L (2298 cm³) | 80,2 × 95,5 mm  | 92 kW (125 PS) bei 5000  | 192 Nm bei 4000        | Saugrohreinspritzung, mechanisch-elektronisch geregelt (Bosch KE-Jetronic) | 1986–1991                                                                                      |
| 230 GE (W 460)                       | M 102 E 23 | 102.987   | 2,3 L (2298 cm³) | 80,2 × 95,5 mm  | 90 kW (122 PS) bei 5100  | 188 Nm bei 4000        | Saugrohreinspritzung, mechanisch-elektronisch geregelt (Bosch KE-Jetronic) | 1986–1991 (mit geregeltem 3-Wege-Katalysator)                                                  |
| 230 GE (W 461)                       | M 102 E 23 | 102.979   | 2,3 L (2298 cm³) | 80,2 × 95,5 mm  | 90 kW (122 PS) bei 5100  | 188 Nm bei 4000        | Saugrohreinspritzung, mechanisch-elektronisch geregelt (Bosch KE-Jetronic) | 1992–1996 (mit geregeltem 3-Wege-Katalysator)                                                  |
| 230 GE, G 230 (W 463)                | M 102 E 23 | 102.989   | 2,3 L (2298 cm³) | 80,2 × 95,5 mm  | 93 kW (126 PS) bei 5000  | 190 Nm bei 4000        | Saugrohreinspritzung, mechanisch-elektronisch geregelt (Bosch KE-Jetronic) | 1990–1994 (mit geregeltem 3-Wege-Katalysator)                                                  |

### Einspritzer-Motoren, Vierventiltechnik
| Verkaufsbezeichnung               | Motortyp     | Baumuster | Hubraum          | Hub × Bohrung   | Leistung bei (1/min)     | Drehmoment bei (1/min) | Gemischaufbereitung                                                        | Bauzeit                                       |
| --------------------------------- | ------------ | --------- | ---------------- | --------------- | ------------------------ | ---------------------- | -------------------------------------------------------------------------- | --------------------------------------------- |
| 190 E 2.3-16 (W 201)              | M 102 E 23/2 | 102.983   | 2,3 L (2299 cm³) | 80,25 × 95,5 mm | 136 kW (185 PS) bei 6200 | 235 Nm bei 4500        | Saugrohreinspritzung, mechanisch-elektronisch geregelt (Bosch KE-Jetronic) | 1983–1987                                     |
| 190 E 2.3-16 (W 201)              | M 102 E 23/2 | 102.983   | 2,3 L (2299 cm³) | 80,25 × 95,5 mm | 130 kW (177 PS) bei 5800 | 230 Nm bei 4750        | Saugrohreinspritzung, mechanisch-elektronisch geregelt (Bosch KE-Jetronic) | 1985–1988 (RÜF-Version)                       |
| 190 E 2.3-16 (W 201)              | M 102 E 23/2 | 102.983   | 2,3 L (2299 cm³) | 80,25 × 95,5 mm | 125 kW (170 PS) bei 5800 | 220 Nm bei 4750        | Saugrohreinspritzung, mechanisch-elektronisch geregelt (Bosch KE-Jetronic) | 1985–1988 (mit geregeltem 3-Wege-Katalysator) |
| 190 E 2.5-16 (W 201)              | M 102 E 25/2 | 102.990   | 2,5 L (2498 cm³) | 87,2 × 95,5 mm  | 150 kW (204 PS) bei 6750 | 240 Nm bei 5000–5500   | Saugrohreinspritzung, mechanisch-elektronisch geregelt (Bosch KE-Jetronic) | 1988–1993 (RÜF-Version)                       |
| 190 E 2.5-16 (W 201)              | M 102 E 25/2 | 102.990   | 2,5 L (2498 cm³) | 87,2 × 95,5 mm  | 143 kW (195 PS) bei 6750 | 235 Nm bei 5000–5500   | Saugrohreinspritzung, mechanisch-elektronisch geregelt (Bosch KE-Jetronic) | 1988–1993 (mit geregeltem 3-Wege-Katalysator) |
| 190 E 2.5-16 Evolution (W 201)    | M 102 E 25/2 | 102.991   | 2,5 L (2463 cm³) | 82,8 × 97,3 mm  | 150 kW (204 PS) bei 6750 | 240 Nm bei 5000–5500   | Saugrohreinspritzung, mechanisch-elektronisch geregelt (Bosch KE-Jetronic) | 1989 (RÜF-Version)                            |
| 190 E 2.5-16 Evolution (W 201)    | M 102 E 25/2 | 102.991   | 2,5 L (2463 cm³) | 82,8 × 97,3 mm  | 143 kW (195 PS) bei 6800 | 235 Nm bei 5000–5500   | Saugrohreinspritzung, mechanisch-elektronisch geregelt (Bosch KE-Jetronic) | 1989 (mit geregeltem 3-Wege-Katalysator)      |
| 190 E 2.5-16 Evolution II (W 201) | M 102 E 25/2 | 102.992   | 2,5 L (2463 cm³) | 82,8 × 97,3 mm  | 173 kW (235 PS) bei 7200 | 245 Nm bei 5000–6000   | Saugrohreinspritzung, mechanisch-elektronisch geregelt (Bosch KE-Jetronic) | 1990 (mit geregeltem 3-Wege-Katalysator)      |